# Helm van Oppeano

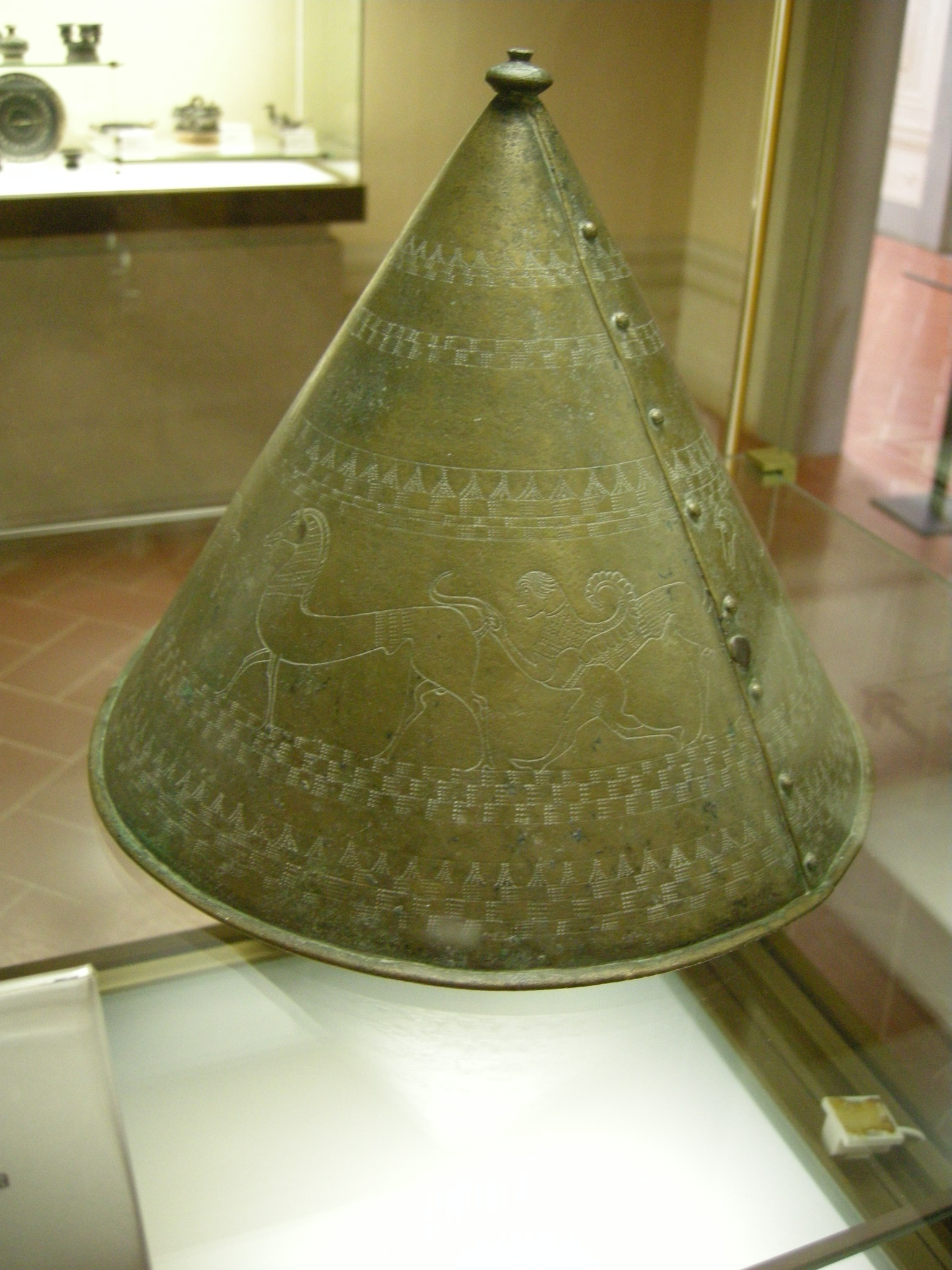
Helm van Oppeano

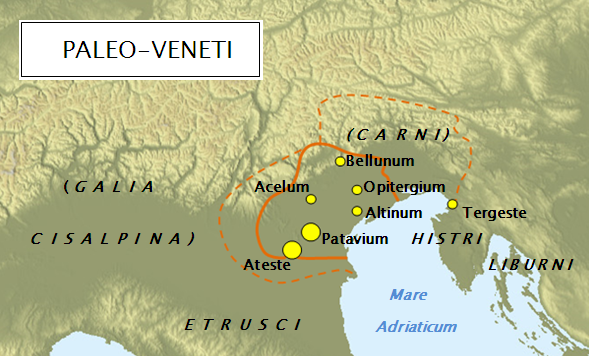
Paleo-Venetiaanse cultuur in Noord-Italië. De stad Ateste of Este is van belang bij de helm.

De helm van Oppeano is een koperen helm in het Museo Archeologico nazionale in Florence, Italië. De helm dateert van de 5e eeuw v.Chr. en is een hogepriesterlijke hoed van de Paleo-Veneti. De Paleo-Veneti waren een oud-Italisch volk die woonden in de regio Veneto tijdens de IJzertijd; vanaf de 4e eeuw v.Chr. waren er binnendringende Kelten in Noord-Italië en wordt de naam Veneti gebruikt voor het volk.

## Naam
Oppeano is een gemeente in Noord-Italië in de provincie Verona waar de helm is gevonden.

## Beschrijving
De helm is een koperen plaat die in een kegelvorm is gedraaid door klinknagels op de naad. Bovenaan de helm staat er een knop als versiersel, wat voor de archeologen een aanduiding is voor hogepriesterlijk gebruik en niet voor militair gebruik. De conische vorm lijkt een Keltische invloed te zijn bij de Paleo-Veneti. Rondom zijn er geometrische versieringen in een lange band. 
In de onderste helft staan vijf paarden afgebeeld plus een sfinx of mogelijks een gevleugelde centaur. Deze dieren wijzen op Etruskische invloed bij de Paleo-Veneti.

## Historiek
Circa 1875 werd de helm gevonden in de gemeente Oppeano, meer bepaald in het plaatsje Montara. Het Fonds Carlotti financierde de opgravingen specifiek in de heuvel van Montara. Andere resten van deze oude beschaving werden nog niet bloot gelegd in Oppeano; schattingen lopen op tot een site van 80 hectare groot waarvan de oorsprong terug kan gaan tot de 11e eeuw v.Chr. Wel werd een area van 0,5 km op 2 km onderzocht in de loop van de 20e eeuw door archeologen uit Verona. Oppeano lag destijds manifest in de invloedssfeer van de Paleo-Venetiaanse stad Este; op de kaart hiernaast wordt de stad met de Latijnse naam aangegeven Ateste. Este was een majeur centrum van deze oude niet-Romeinse beschaving. De plek met de latere naam Oppeano was een stad ondergeschikt aan Este, met een eigen aristocratie.
De eerste jaren na de vondst werd de helm verkocht van de ene particulier aan de andere. Eind 19e eeuw kwam de helm in het bezit van het Museum Castelvecchio in Verona. Tijdens de jaren 1920 bracht een fascistische verzamelaar de helm over naar Florence. Dit kan vreemd overkomen want Florence heeft geen relatie met de Paleo-Venetiaanse geschiedenis.